# ليفيري
ليفيري هي بلدية في مدينة نابولي الحضرية في منطقة كامبانيا الإيطالية، وتقع حوالي 30 كيلو متر شمال شرق نابولي.
يحد ليفري البلديات التالية: كاربونارا دي نولا ودوميسيلا ومارزانو دي نولا ونولا وبالما كامبانيا وسان باولو بيل سيتو وفيشيانو.